# Nicaragua en los Juegos Olímpicos de Pekín 2008
Nicaragua estuvo representada en los Juegos Olímpicos de Pekín 2008 por seis deportistas, tres hombres y tres mujeres, que compitieron en cuatro deportes.
El portador de la bandera en la ceremonia de apertura fue el boxeador Alexis Argüello. El equipo olímpico nicaragüense no obtuvo ninguna medalla en estos Juegos.